# U-20-Fußball-Weltmeisterschaft der Frauen 2008/Finalrunde
Resultate der Finalrunde der U-20-Fußball-Weltmeisterschaft der Frauen 2008:

## Viertelfinale

### Nigeria – Frankreich 2:3 (2:1)
| Nigeria                                                                               | Nigeria | Frankreich | Frankreich |
| ------------------------------------------------------------------------------------- | --- | --- | ---------- |
| Nigeria                                                                               | \| 30. November 2008 um 20:00 Uhr (MEZ) in Coquimbo (Estadio Francisco Sánchez Rumoroso) \| \| Zuschauer: 12.363 \| \| Schiedsrichterin: Jennifer Bennett ( Vereinigte Staaten) \|                                      | \| 30. November 2008 um 20:00 Uhr (MEZ) in Coquimbo (Estadio Francisco Sánchez Rumoroso) \| \| Zuschauer: 12.363 \| \| Schiedsrichterin: Jennifer Bennett ( Vereinigte Staaten) \|                                                                                    | Frankreich |
| Nigeria                                                                               | Marbel Egwuenu (13. Charity John) – Esther Michael, Joy Jegede, Ulunma Jerome, Helen Ukaonu - Rita Chikwelu , Rebecca Ifeoma Kalu - Tawa Ishola, Ebere Orji, Ogonna Chukwudi, Sarah Michael Cheftrainer: Daniel Evumena | Méline Gérard - Gwenaëlle Butel, Emilie Gonssollin , Wendie Renard, Laura Agard - Mélissa Plaza, Kheira Hamraoui, Marine Pervier - Charlotte Lozé (46. Nora Coton-Pelagie), Eugénie Le Sommer, Julie Machart (90.+2' Charlotte Bilbault) Cheftrainer: Stéphane Pilard | Frankreich |
| Nigeria                                                                               | 1:1 Ebere Orji (13.) 2:1 Joy Jegede (38.) | 0:1 Julie Machart (2.) 2:2 Eugénie Le Sommer (49.) 2:3 Nora Coton-Pelagie (88.) | Frankreich |
| Nigeria                                                                               | Helen Ukaonu (55.), Ogonna Chukwudi (64.) | Eugénie Le Sommer (45.+4'), Wendie Renard (73.), Nora Coton Pelagie (83.) | Frankreich |
| 30. November 2008 um 20:00 Uhr (MEZ) in Coquimbo (Estadio Francisco Sánchez Rumoroso) | | |            |
| Zuschauer: 12.363                                                                     | | |            |
| Schiedsrichterin: Jennifer Bennett ( Vereinigte Staaten)                              | | |            |

### USA – England 3:0 (0:0)
| USA                                                                     | USA | England | England |
| ----------------------------------------------------------------------- | --- | --- | ------- |
| USA                                                                     | \| 30. November 2008 um 23:00 Uhr (MEZ) in Estadio Nelson Oyarzún, Chillán \| \| Zuschauer: 11.080 \| \| Schiedsrichterin: Jacqui Melksham ( Australien) \| | \| 30. November 2008 um 23:00 Uhr (MEZ) in Estadio Nelson Oyarzún, Chillán \| \| Zuschauer: 11.080 \| \| Schiedsrichterin: Jacqui Melksham ( Australien) \|                                                                              | England |
| USA                                                                     | Alyssa Naeher – Meghan Klingenberg, Elli Reed, Lauren Fowlkes, Nikki Marshall - Becky Edwards, Ingrid Wells (52. Christine Nairn), Keelin Winters - Alex Morgan (90.+3' Kaley Fountain), Nikki Washington (80. Michelle Enyeart), Sydney Leroux Cheftrainer: Tony DiCicco | Rebecca Spencer - Steph Houghton, Claire Rafferty, Fern Whelan , Chelsea Weston - Danielle Buet (66. Jade Moore), Remi Allen, Brooke Chaplen (57. Rachel Williams) - Toni Duggan, Natasha Dowie, Jessica Clarke Cheftrainerin: Mo Marley | England |
| USA                                                                     | 1:0 Keelin Winters (53.) 2:0 Sydney Leroux (81.) 3:0 Sydney Leroux (90.+4') | | England |
| USA                                                                     | Sydney Leroux (43.) | Remi Allen (37.), Brooke Chaplen (47., nächstes Spiel gesperrt), Danielle Buet (60.) | England |
| 30. November 2008 um 23:00 Uhr (MEZ) in Estadio Nelson Oyarzún, Chillán | | |         |
| Zuschauer: 11.080                                                       | | |         |
| Schiedsrichterin: Jacqui Melksham ( Australien)                         | | |         |

### Japan – Nordkorea 1:2 (1:1)
| Japan                                                                                      | Japan | Nordkorea | Nordkorea |
| ------------------------------------------------------------------------------------------ | --- | --- | --------- |
| Japan                                                                                      | \| 1. Dezember 2008 um 20:00 Uhr (MEZ) in Santiago de Chile (Estadio Municipal de La Florida) \| \| Zuschauer: 8.614 \| \| Schiedsrichterin: Tanja Schett ( Österreich) \|                                                                           | \| 1. Dezember 2008 um 20:00 Uhr (MEZ) in Santiago de Chile (Estadio Municipal de La Florida) \| \| Zuschauer: 8.614 \| \| Schiedsrichterin: Tanja Schett ( Österreich) \|                                    | Nordkorea |
| Japan                                                                                      | Misa Sugawara (77. Shiori Kobayashi) – Rumi Utsugi , Misaki Kobayashi, Rina Yanai - Saki Kumagai, Asuna Tanaka, Natsuko Hara (88. Konomi Ataeyama), Kie Koyama, Yuka Kado (40. Mari Kawamura) - Asano Nagasato, Michi Goto Cheftrainer: Norio Sasaki | Kim Un Ju - Pak Kuk Hui, Sin Sol Ryon, Ri Un-hyang - Kim Chun Hui, Ri Ye Gyong, Ri Jong Sim, Hwang Song Mi, Ryom Su Ok (46. Choe Un Ju) - Ra Un Sim (89. Ri Hyon Suk), Cha Hu Nam Cheftrainer: Choe Kwang Sok | Nordkorea |
| Japan                                                                                      | 1:1 Asano Nagasato (39.) | 0:1 Cha Hu Nam (22.) 1:2 Ra Un Sim (60.) | Nordkorea |
| Japan                                                                                      | Sin Sol Ryon (37., nächstes Spiel gesperrt), Hwang Song Mi (43.) | | Nordkorea |
| 1. Dezember 2008 um 20:00 Uhr (MEZ) in Santiago de Chile (Estadio Municipal de La Florida) | | |           |
| Zuschauer: 8.614                                                                           | | |           |
| Schiedsrichterin: Tanja Schett ( Österreich)                                               | | |           |

### Brasilien – Deutschland 2:3 (1:1)
| Brasilien                                                             | Brasilien | Deutschland | Deutschland |
| --------------------------------------------------------------------- | --- | --- | ----------- |
| Brasilien                                                             | \| 1. Dezember 2008 um 23:00 Uhr (MEZ) in Temuco (Estadio Germán Becker) \| \| Zuschauer: 12.854 \| \| Schiedsrichterin: Carol Chenard ( Kanada) \|                      | \| 1. Dezember 2008 um 23:00 Uhr (MEZ) in Temuco (Estadio Germán Becker) \| \| Zuschauer: 12.854 \| \| Schiedsrichterin: Carol Chenard ( Kanada) \| | Deutschland |
| Brasilien                                                             | Viviane – Joyce (76. Josiane), Calandrini, Janaína (46. Daiane), Leah, Estergiane - Adriane, Stephane, Francielle - Érika , Pamela (87. Karen) Cheftrainer: Kleiton Lima | Alisa Vetterlein - Katharina Baunach, Josephine Henning, Carolin Schiewe , Verena Faißt - Kim Kulig, Marina Hegering (62. Nathalie Bock) - Bianca Schmidt, Isabel Kerschowski, Nicole Banecki (88. Nadine Keßler), Sylvie Banecki (66. Lisa Schwab) Cheftrainerin: Maren Meinert | Deutschland |
| Brasilien                                                             | 1:0 Carolin Schiewe (38., Eigentor) 2:3 Adriane (88.) | 1:1 Sylvie Banecki (44.) 1:2 Nathalie Bock (68.) 1:3 Nicole Banecki (82.) | Deutschland |
| Brasilien                                                             | Kim Kulig (28., nächstes Spiel gesperrt), Carolin Schiewe (72') | | Deutschland |
| 1. Dezember 2008 um 23:00 Uhr (MEZ) in Temuco (Estadio Germán Becker) | | |             |
| Zuschauer: 12.854                                                     | | |             |
| Schiedsrichterin: Carol Chenard ( Kanada)                             | | |             |

## Halbfinale

### Frankreich – Nordkorea 1:2 (0:0)
| Frankreich                                                            | Frankreich | Nordkorea | Nordkorea |
| --------------------------------------------------------------------- | --- | --- | --------- |
| Frankreich                                                            | \| 4. Dezember 2008 um 20:00 Uhr (MEZ) in Temuco (Estadio Germán Becker) \| \| Zuschauer: 13.184 \| \| Schiedsrichterin: Carol Chenard ( Kanada) \|                                                                                               | \| 4. Dezember 2008 um 20:00 Uhr (MEZ) in Temuco (Estadio Germán Becker) \| \| Zuschauer: 13.184 \| \| Schiedsrichterin: Carol Chenard ( Kanada) \|                                          | Nordkorea |
| Frankreich                                                            | Méline Gérard - Gwenaëlle Butel, Emilie Gonssollin (78. Delphine Chatelin), Wendie Renard, Laura Agard - Charlotte Bilbault, Mélissa Plaza, Nora Coton-Pelagie - Marie-Laure Delie, Eugénie Le Sommer, Julie Machart Cheftrainer: Stéphane Pilard | Kim Un Ju - Pak Kuk Hui, Yun Song Mi, Ri Un-hyang - Kim Chun Hui, Ri Ye Gyong, Ri Jong Sim (59. Ri Hyon Suk), Hwang Song Mi, Choe Un Ju - Ra Un Sim , Cha Hu Nam Cheftrainer: Choe Kwang Sok | Nordkorea |
| Frankreich                                                            | 1:0 Nora Coton-Pelagie (51.) | 1:1 Ri Ri Un-hyang (68.) 1:2 Ri Ye Gyong (90.+3') | Nordkorea |
| Frankreich                                                            | Mélissa Plaza (45.) | Hwang Song Mi (45.+1', nächstes Spiel gesperrt), Ri Jong Sim (48.) | Nordkorea |
| 4. Dezember 2008 um 20:00 Uhr (MEZ) in Temuco (Estadio Germán Becker) | | |           |
| Zuschauer: 13.184                                                     | | |           |
| Schiedsrichterin: Carol Chenard ( Kanada)                             | | |           |

### USA – Deutschland 1:0 (1:0)
| USA                                                                                  | USA | Deutschland | Deutschland |
| ------------------------------------------------------------------------------------ | --- | --- | ----------- |
| USA                                                                                  | \| 4. Dezember 2008 um 23:00 Uhr (MEZ) in Coquimbo (Estadio Francisco Sánchez Rumoroso) \| \| Zuschauer: 15.548 \| \| Schiedsrichterin: Sachiko Baba ( Japan) \|                                                                                         | \| 4. Dezember 2008 um 23:00 Uhr (MEZ) in Coquimbo (Estadio Francisco Sánchez Rumoroso) \| \| Zuschauer: 15.548 \| \| Schiedsrichterin: Sachiko Baba ( Japan) \| | Deutschland |
| USA                                                                                  | Alyssa Naeher – Meghan Klingenberg, Elli Reed, Lauren Fowlkes, Nikki Marshall - Becky Edwards, Christine Nairn, Keelin Winters - Alex Morgan (59. Michelle Enyeart), Nikki Washington, Sydney Leroux (89. Kiersten Dallstream) Cheftrainer: Tony Dicicco | Alisa Vetterlein - Katharina Baunach, Josephine Henning, Carolin Schiewe , Verena Faißt - Nathalie Bock (57. Lisa Schwab) - Bianca Schmidt, Isabel Kerschowski (74. Julia Šimić), Nicole Banecki, Sylvie Banecki, Stephanie Goddard (46. Monique Kerschowski) Cheftrainerin: Maren Meinert | Deutschland |
| USA                                                                                  | 1:0 Bianca Schmidt (21., Eigentor) | | Deutschland |
| USA                                                                                  | Keelin Winters (76.) | | Deutschland |
| 4. Dezember 2008 um 23:00 Uhr (MEZ) in Coquimbo (Estadio Francisco Sánchez Rumoroso) | | |             |
| Zuschauer: 15.548                                                                    | | |             |
| Schiedsrichterin: Sachiko Baba ( Japan)                                              | | |             |

## Spiel um den dritten Platz

### Frankreich – Deutschland 3:5 (1:3)
| Frankreich                                                                               | Frankreich | Deutschland | Deutschland |
| ---------------------------------------------------------------------------------------- | --- | --- | ----------- |
| Frankreich                                                                               | \| 7. Dezember 2008, 19:30 Uhr (MEZ) in Santiago de Chile (Estadio Municipal de La Florida) \| \| Zuschauer: 10.000 \| \| Schiedsrichterin: Jennifer Bennett ( Vereinigte Staaten) \| | \| 7. Dezember 2008, 19:30 Uhr (MEZ) in Santiago de Chile (Estadio Municipal de La Florida) \| \| Zuschauer: 10.000 \| \| Schiedsrichterin: Jennifer Bennett ( Vereinigte Staaten) \|                                                                                         | Deutschland |
| Frankreich                                                                               | Méline Gérard - Gwenaëlle Butel, Delphine Chatelin, Livia Jean, Laura Agard - Charlotte Bilbault, Alix Faye Chellali (74. Mélissa Plaza), Nora Coton-Pelagie (61. Charlotte Lozé) - Marie-Laure Delie , Eugénie Le Sommer, Marine Pervier (81. Fanny Tenret) Cheftrainer: Stephane Pilard | Alisa Vetterlein - Katharina Baunach, Josephine Henning, Carolin Schiewe , Kim Kulig - Julia Šimić - Bianca Schmidt, Marina Hegering (68. Nathalie Bock), Nicole Banecki, Stefanie Mirlach (71. Lisa Schwab), Marie Pollmann (74. Nadine Keßler) Cheftrainerin: Maren Meinert | Deutschland |
| Frankreich                                                                               | 1:3 Marine Pervier (45.+1') 2:4 Marine Pervier (75.) 3:5 Marie-Laure Delie (90.+2') | 0:1 Marie Pollmann (10.) 0:2 Marie Pollmann (29.) 0:3 Marie Pollmann (31.) 1:4 Julia Šimić (67.) 2:5 Lisa Schwab (80.) | Deutschland |
| Frankreich                                                                               | Charlotte Bilbault (6.) Livia Jean (43.) | | Deutschland |
| 7. Dezember 2008, 19:30 Uhr (MEZ) in Santiago de Chile (Estadio Municipal de La Florida) | | |             |
| Zuschauer: 10.000                                                                        | | |             |
| Schiedsrichterin: Jennifer Bennett ( Vereinigte Staaten)                                 | | |             |

## Finale

### Nordkorea – USA 1:2 (0:2)
| Nordkorea                                                                                  | Nordkorea | USA | USA |
| ------------------------------------------------------------------------------------------ | --- | --- | --- |
| Nordkorea                                                                                  | \| 7. Dezember 2008 um 22:30 Uhr (MEZ) in Santiago de Chile (Estadio Municipal de La Florida) \| \| Zuschauer: 12.000 \| \| Schiedsrichterin: Alexandra Ihringová ( England) \|               | \| 7. Dezember 2008 um 22:30 Uhr (MEZ) in Santiago de Chile (Estadio Municipal de La Florida) \| \| Zuschauer: 12.000 \| \| Schiedsrichterin: Alexandra Ihringová ( England) \|                                                                   | USA |
| Nordkorea                                                                                  | Kim Un Ju - Pak Kuk Hui, Sin Sol Ryon, Ri Un-hyang - Kim Chun Hui, Ri Ye Gyong, Ri Jong Sim (42. Ri Hyon Suk), Hwang Song Mi, Choe Un Ju - Ra Un Sim , Cha Hu Nam Cheftrainer: Choe Kwang Sok | Alyssa Naeher – Meghan Klingenberg, Elli Reed, Lauren Fowlkes, Nikki Marshall - Becky Edwards, Christine Nairn (81. Ingrid Wells), Keelin Winters - Alex Morgan, Nikki Washington (65. Michelle Enyeart), Sydney Leroux Cheftrainer: Tony Dicicco | USA |
| Nordkorea                                                                                  | 1:2 Cha Hu Nam (90.+2') | 0:1 Sydney Leroux (23.) 0:2 Alex Morgan (42.) | USA |
| Nordkorea                                                                                  | Ri Un-hyang (45.) | Alex Morgan (16.) | USA |
| 7. Dezember 2008 um 22:30 Uhr (MEZ) in Santiago de Chile (Estadio Municipal de La Florida) | | |     |
| Zuschauer: 12.000                                                                          | | |     |
| Schiedsrichterin: Alexandra Ihringová ( England)                                           | | |     |